# SS Roma (paquebot, 1926)
Pour les autres navires du même nom, voir SS Roma.
Le SS Roma était un paquebot de 30 000 tonneaux  construit pour l'armateur italien Navigazione Generale Italiana de Gênes au chantier naval d'Ansaldo à Sestri Ponente. Sister-ship de l'Augustus, le navire est transféré dans la compagnie maritime Italian Line après la fusion de la Navigazione Generale Italiana.

## Historique
Après la fin de la Première Guerre mondiale, de nombreuses compagnies maritimes attendaient d'avoir suffisamment d'argent pour construire de nouveaux paquebots. La Navigazione Generale Italiana commanda deux nouveaux paquebots transatlantiques d'une capacité de 30 000 tonnes au chantier naval d'Ansaldo. Le premier navire fut lancé en 1926 et baptisé Roma. Son intérieur fut décoré dans un style baroque.
Le Roma était équipé de turbines à vapeur à engrenages, contrairement à son sister-ship, propulsé par des moteurs Diesel. Construit avec une coque entièrement en acier, son moteur comprend huit turbines reliées par couples à quatre axes et dont la vapeur est fournie par 13 chaudières, le propulsant à une vitesse de 22 nœuds. Le navire pouvait accueillir 1 700 passagers (375 première, 300 secondes, 300 intermédiaires et 700 de troisième classe).
Ses deux cheminées ont été repeintes aux couleurs de l'Italian Line après la fusion des compagnies Lloyd Sabaudo (en), Cosulich Line (en) et Navigazione Generale Italiana. En 1933, la classe intermédiaire est remplacée par la classe touristique. Le pont principal était recouvert de teck.
Le 30 janvier 1932, lors d'un voyage à New York, il endommage gravement le SS President Roosevelt lors d'une collision. Il sera réparé et remis en service.

### Conversion en porte-avions
Lorsque la Seconde Guerre mondiale éclate, le navire est réquisitionné par la Regia Marina. Il est réaménagé, transformé en porte-avions, puis renommé Aquila. En septembre 1943, lors de l'armistice, l'Aquila est achevé à 90 %. Sabordé par son équipage pour éviter sa capture par les Allemands, il est démantelé en 1952 à La Spezia.